# Beolgok-myeon
Beolgok-myeon (koreanska: 벌곡면)  är en socken i kommunen Nonsan i provinsen Södra Chungcheong i den centrala delen av Sydkorea, 160 km söder om huvudstaden Seoul och cirka 20 km sydväst om staden Daejeon.